# Izhar Cohen
Izhar Cohen (Guivatayim, 13 de marzo de 1951) es un cantante y actor israelí. Es especialmente conocido por su victoria en el Festival de la Canción de Eurovisión de 1978 junto con el grupo Alphabeta y la canción "A-ba-ni-bi", uno de los mayores éxitos del festival.

## Carrera
Antes de su participación en Eurovisión, como descendiente de una familia de artistas, Izhar trabajaba en el teatro de Haifa como actor. En 1978 llegó su gran oportunidad interpretando "A-ba-ni-bi" (con música de Nurit Hirsh y letra de Ehud Manor) en el certamen celebrado en París, tema del cual se hicieron numerosas covers a lo largo de los años. Volvió a representar a Israel en el festival de 1985 en Gotemburgo con la canción "Olé, olé", con música de Kobi Oshrat y letra de Hamutal el Ben Zeev, donde terminó en el quinto puesto. Posteriormente, intentaría representar otra vez a Israel aunque sin demasiado éxito participando en las preselecciones de su país en 1987 y 1996. Continuó con su carrera musical hasta que comenzó a dedicarse al diseño de joyas, con apariciones esporádicas en televisión.

## Discografía
- Like Crazy Bird (1985)
- Crossroad (1986)
- Touching The Water Touching The Wind (1993)
- Israeli Legend (2000)
- Greatest Hits - Part 1 (2000)
- Songs Of Our Beloved Land (2006)
- Nachum Heiman - 70th Anniversary (2006)

| Predecesor: Marie Myriam                     | Ganadores del Festival de la Canción de Eurovisión 1978 junto a Alphabeta | Sucesor: Gali Atari & Milk & Honey              |
| Predecesor: "Ahava Hi Shir Lishnayim" Ilanit | Israel en el Festival de Eurovisión (junto a Alphabeta) 1978              | Sucesor: "Hallelujah" Gali Atari & Milk & Honey |
| Predecesor: "Khay" Ofra Haza                 | Israel en el Festival de Eurovisión 1985                                  | Sucesor: "Yavo Yom" Moti Giladi & Sarai Tzuriel |

- Datos: Q460148
- Multimedia: Izhar Cohen / Q460148